# DCT (standard di videoregistrazione)

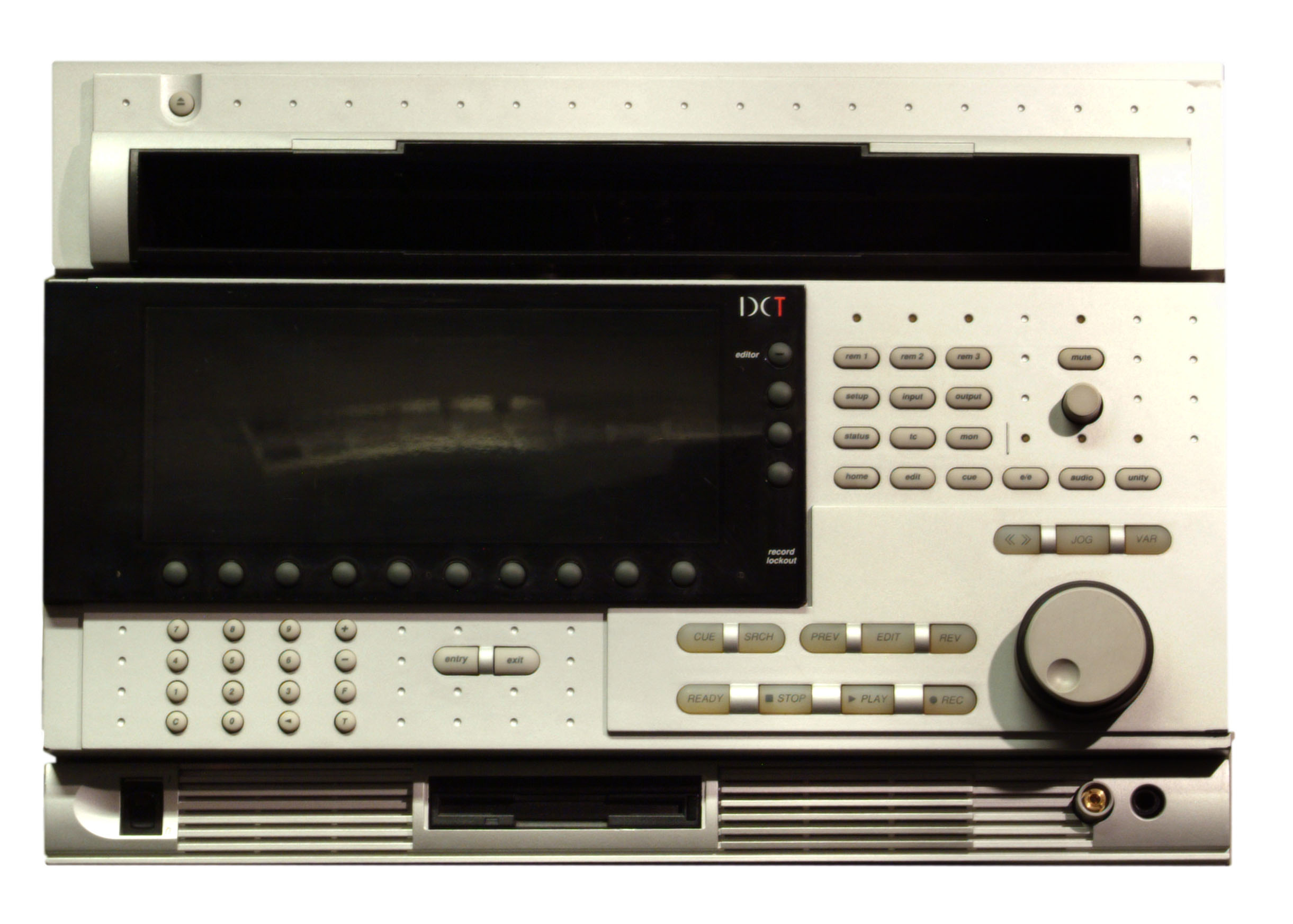
Videoregistratore AMPEX DCT.

Il DCT è un formato di videoregistrazione digitale professionale, sviluppato e commercializzato dalla Ampex nel 1992. Il DCT è basato sul formato D1 della Sony, di cui utilizza lo stesso schema di registrazione del video a componenti digitale, ma a differenza del D1, il DCT è stato il primo formato di videoregistrazione digitale ad utilizzare un sistema di compressione dei dati.
Il DCT utilizza videocassette con nastro da 19 mm (3/4").
La compressione usata dal formato, la trasformata discreta del coseno, ha la stessa sigla del formato, in cui però ha un significato differente (Data Component Technology).
La Ampex sviluppò anche una versione del formata per la registrazione esclusivamente di dati, chiamata DST (Data Storage Technology), usata per scopi di backup in strutture informatiche.